# Dagohoy
Dagohoy (Bayan ng Dagohoy) är en kommun i Filippinerna. Kommunen tillhör provinsen Bohol och ligger på ön med samma namn. Folkmängden uppgår till 16 845 invånare.
Dagohoy är indelat i 15 barangayer.